# Пельплинские анналы
Пельплинские анналы (лат. Annales Pelplinenses) — небольшие анналы, составленные неизвестным по имени автором. Названы по библиотеке монастыря в Пельпине, где хранились долгое время. Сохранились в рукописи нач. XIV в. Охватывают период с 1190 по 1293 гг. Сообщают главным образом об истории Тевтонского ордена в Пруссии.

## Издания
- Annales Pelplinenses / ed. M. Toeppen // Scriptores rerum Prussicarum. Bd. 1. Leipzig. 1861.

## Переводы на русский язык
- Пельплинские анналы Архивная копия от 11 октября 2011 на Wayback Machine в переводе В. Шульзингера на сайте Восточной литературы